# Молотова, Тамара Лаврентьевна
Тама́ра Лавре́нтьевна Мо́лотова (16 мая 1956, г. Йошкар-Ола, Марийская АССР, РСФСР, СССР) — советский и российский деятель науки, учёный-этнограф. Кандидат исторических наук (1986), ведущий научный сотрудник направления «Этнология» Марийского научно-исследовательского института языка, литературы и истории им. В. М. Васильева. Ответственный секретарь научного журнала «Финно-угроведение» (с 2002 года). Зарубежный член Финно-угорского общества Финляндии (г. Хельсинки, 2013). Заслуженный деятель науки Республики Марий Эл (2000). Лауреат Государственной премии Республики Марий Эл им. И. С. Палантая (2003). Награждена медалью ордена «За заслуги перед Марий Эл» (2015).

## Биография
Родилась 16 мая 1956 года в г. Йошкар-Оле в рабочей семье. В 1973—1978 годах — студентка исторического факультета Марийского государственного университета. В 1984 году окончила аспирантуру Института этнографии АН СССР.
С 1978 до 2014 года — младший научный сотрудник, старший научный сотрудник, ведущий научный сотрудник отдела этнологии Марийского НИИ языка, литературы и истории им. В. М. Васильева при Правительстве Республики Марий Эл. С 2014 года — ведущий научный сотрудник, с 2021 года — старший научный сотрудник направления «Этнология» МарНИИЯЛИ.
Живёт и работает в г. Йошкар-Оле.

## Научная деятельность
В 1984 году окончила аспирантуру Института этнографии АН СССР. 29 апреля 1986 года там же защитила кандидатскую диссертацию на тему «Основные тенденции развития марийского народного костюма (вторая половина XIX — 80-е годы XX века)». Кандидат исторических наук (1986).
Основные сферы научных интересов: история и культура марийского этноса, этнография финно-угорских народов, народный костюм, родильные, рекрутские и похоронно-поминальные обряды, этнические стереотипы поведения, современная культура села, этнография детства у марийцев.
Автор свыше 170 опубликованных научных и научно-популярных работ, в том числе монографий «Марийский народный костюм» (1992) и «Традиционное марийское ткачество» (2004). В 2020 году вышло в свет её издание «Марийский костюм». Является одним из авторов коллективных научных трудов: «Ткачество, вышивка финно-угорских народов» (Ханты-Мансийск, 2002), «Этноконфессиональные меньшинства народов Урало-Поволжья» (Самара, 2010), «Большая Российская энциклопедия. Т. 19» (Москва, 2012), «Энциклопедия Марий Эл» (Йошкар-Ола, 2009), «Марийцы: историко-этнографические очерки» (Йошкар-Ола, 2005, 2013) и др. Активный участник международных проектов: «Финно-угорские коллекции в музеях России» (Хельсинки, 1999), «Финно-угорская энциклопедия материальной культуры» (Хельсинки, 2005).
В течение 40 лет организует этнографические экспедиции, в том числе и в рамках международных проектов, в районы республик Марий Эл, Татарстан, Башкортостан, Пермской, Кировской и Нижегородской областей. Участница научных и научно-практических конференций регионального, всероссийского, международного уровня.
С 2002 года является ответственным секретарём журнала «Финно-угроведение». Зарубежный член Финно-угорского общества (Хельсинки, 2013), член Общественного совета при Министерстве культуры, печати и по делам национальностей Республики Марий Эл, постоянный член жюри, экспертного совета всероссийских и межрегиональных праздников костюма «Марий вургем пайрем унала ӱжеш» («Праздник марийского костюма приглашает в гости»), председатель жюри фестиваля «Обычаи, обряды моего народа» (Сернурский район Марий Эл).
Оказывает научные консультации и необходимую методическую помощь педагогам, краеведам, журналистам и другим специалистам, проводит лекции, учебно-методические семинары в вузах, колледжах, школах, музеях и т. д. В Марийском государственном университете вела спецкурс «Этнография финно-угорских народов». Регулярно составляет отзывы на кандидатские диссертации, выступает официальным оппонентом по их защите. Проводит большую работу по редактированию и рецензированию научных трудов, издаваемых в Урало-Поволжском регионе.

## Основные научные работы
Далее представлен список основных научных работ Т. Л. Молотовой:
- Марийский народный костюм. — Йошкар-Ола, 1992. — 112 с.; ил.
- Народный костюм. Родильные обряды // Народы Поволжья и Приуралья. Марийцы. — М., 2000. — С. 241—253, 273—275.
- Марийский детский сценический костюм (совместно с Л. Солдаткиной). — Йошкар-Ола, 2002. — 60 с.
- Традиции и инновации в народном костюме марийцев // Современная этническая культура финно-угров Поволжья и Приуралья. — Йошкар-Ола, 2002. — С. 75—88.
- Современный народный костюм марийцев: основные тенденции развития и сфера бытования // Традиционная культура: Научный альманах. — М., 2003. — № 3. — С 66—73.
- Концепция «картины мира» у марийцев (анализ традиционных взглядов на рождение и смерть) // Расы и народы. Ежегодник. Вып. 29. — М., 2003. — С. 34—61.
- Традиционное марийское ткачество. — Йошкар-Ола, 2004. — 152 с.; ил.
- Марийский костюм. Альбом. — Йошкар-Ола, 2020. — 383 с.; ил.

## Звания и награды
- Заслуженный деятель науки Республики Марий Эл (2000)[1]
- Государственная премия Республики Марий Эл им. И. С. Палантая (2003)[3]
- Медаль ордена «За заслуги перед Марий Эл» (2015)[3]
- Почётная грамота Республики Марий Эл (1995)
- Почётная грамота Министерства культуры, печати и по делам национальностей Республики Марий Эл (2000, 2005)[3]
- Почётная грамота Государственного Собрания Республики Марий Эл (2006)[3]
- Почётная грамота Министерства образования и науки Республики Марий Эл (2010)[3]
- Благодарность Председателя Государственного Собрания Республики Марий Эл (2010)[3]